# Guibemantis methueni
A Guibemantis methueni  a kétéltűek (Amphibia) osztályába és  a békák (Anura) rendjébe aranybékafélék (Mantellidae) családjába tartozó faj. 

## Előfordulása
Madagaszkár endemikus faja. A sziget északkeleti részén, a tengerszinttől 980 m-es magasságig honos.

## Nevének eredete
Nevét Paul Ayshford Methuen angol festő és zoológus tiszteletére kapta.

## Taxonómiai besorolása
A fajt Vences, Rakotoarison, Rakotondrazafy, Ratsoavina, Randrianiaina, Glaw, Lehtinen és Raxworthy emelte 2013-ban önálló faj rangra a Guibemantis bicalcaratus szinonímájából, ahová Rose Marie Antoinette Blommers-Schlösser sorolta be 1979-ben.

## Természetvédelmi helyzete
A vörös lista a nem fenyegetett fajok között tartja nyilván. Egyetlen védett területen sem fordul elő.